# 安保有美
安保 有美（あぼ ゆみ、1982年 - ）は日本のヴァイオリニスト。

## 概要
愛知県名古屋市出身。愛知県立芸術大学卒業、プラハ音楽芸術大学 音楽学部弦楽器学科サマーアカデミーディプロマ取得。ヤマハミュージックアベニュー名駅バイオリン講師。一般社団法人ヤマハ音楽振興会巡回スタッフ（2010-2016年）。
使用楽器はHaide Lin Ettore Soffritti作 イタリア フェラーラ 1915年製。エレクトリック・ヴァイオリンはヤマハSV200。

## 生い立ち
娘ができたらバイオリニストにと考えピアニストと結婚した父母のもとに生まれる。3歳よりヴァイオリンを始める。

## メディア出演
- 2002年 NHK総合テレビ「美と出会う 」コーナー出
- 2005年 中京テレビ「ニュースプラス1」コーナー出演
- 2007年 ZIP-FM「MORNING JACK」コーナー出演
- 2007年 中日新聞「ROOS」2・3面
- 2008年 NHK総合テレビ「サタテン」コーナー出演
- 2009 - 2010年 東海テレビ「ガールズ×ガールズ」準レギュラー
- 2017年 CBCテレビ「大相撲名古屋場所前夜祭」コーナー出演
- 2020年 中日新聞朝刊県内版トップ記事掲載
- 2020年 NHK総合テレビ「まるっと!」[3][出典無効]特集ニュース出演

## アーティストサポート歴
- 2004 - 2006年 北島三郎（LM）
- 2006年 江原啓之（オーケストラ）
- 2008年 西野カナ（LM）
- 2008 - 2009年 カルテット（弦楽四重奏）

## プロオーケストラ歴

### 名古屋フィルハーモニー交響楽団 客演
- 「高校生のための音楽教室」
- 「ありがとうのフォルテシモ。」
- 「対立を超えて音楽を心の架け橋に」
- 「豊田自動織機Charity Concert」
- 「文化芸術による子供の育成事業」
- 「第21回タイホウスプリングコンサート」
- 「Thank you Charity Concert Second ベートーヴェン・イブ」
- 「あいちアートプログラム やしのみファミリーコンサート」
- 「愛の第九コンサート」
- 「アッセンブリッジ・ナゴヤ2016プレイベント」
- 「来生たかお 40th Anniversary Symphonic Concert」
- 「名古屋市内移動音楽鑑賞教室（鳴子小学校）」
- 「夢いっぱいの特等席」
- 「名古屋市内移動音楽鑑賞教室（天白小学校）」
- 「名古屋市内移動音楽鑑賞教室（廿軒家小学校）」
- 「岡崎市民クラシックコンサート」
- 「交響組曲「ドラゴンクエストⅣ」導かれし者たち」
- 「MARUWA Christmas Concert」
- 第399回定期演奏会「マザー・グースの国から」
- 第419回定期演奏会「アンファン・テリブルの1番」
- 第422回定期演奏会「ファーストシリーズ巨匠の1番」
- 第430回定期演奏会「日本民謡の昇華」

### 中部フィルハーモニー交響楽団 客演
- 「茂木大輔の生で聴くのだめカンタービレの音楽会」

### オーケストラ・アカデミカ 客演
- 「ニューイヤーコンサート」

## 社会活動
2020年8月-新型コロナウイルス感染拡大の影響により不況となった音楽業界復興のための社会活動を開始。演奏家支援のためのクラウドファンディング実施、コロナウイルス感染対策チームの医師が監修指導で行うコンサートを開催。NHK総合「まるっと!」、中日新聞に取り上げられる。